# Cryptasterias
Cryptasterias är ett släkte av sjöstjärnor. Cryptasterias ingår i familjen trollsjöstjärnor.
Kladogram enligt Catalogue of Life:
| Cryptasterias | \| \| Cryptasterias brachiata \| \| \| \| \| \| Cryptasterias turqueti \| \| \| \| |
|               | \| \| Cryptasterias brachiata \| \| \| \| \| \| Cryptasterias turqueti \| \| \| \| |
|               | Cryptasterias brachiata                                                            |
|               |                                                                                    |
|               | Cryptasterias turqueti                                                             |
|               |                                                                                    |